# Okręt Kościoła
Okręt Kościoła – zaginiony obraz nieznanego autora z XV wieku. Jego kopia prezentowana jest w Dworze Artusa w Gdańsku, gdzie pierwotnie był prezentowany oryginał.

## Opis obrazu
Obraz powstał pomiędzy 1470 a 1480 rokiem. Tempera na desce dębowej o wymiarach ok. 194 x 256 cm. Autor nieznany. Przedstawia spotykaną już wcześniej w sztuce alegorię kościoła katolickiego do statku. Dotyczy ona zbawienia – okręt ze świętymi, który oddala się od skał, a płynie ku miastu, które prawdopodobnie przedstawia ówczesny Gdańsk. Obraz należał do najstarszego wyposażenia Dworu Artusa, został zamówiony przez gdańskich mieszczan. Zaginął na skutek II wojny światowej. Obecnie w Dworze Artusa prezentowana jest jego replika.

## Hipoteza dotycząca zamku w Gdańsku
Jeszcze przed II wojną światową pojawiła się hipoteza mówiąca o tym, że zabudowania widoczne na obrazie przedstawiają zamek krzyżacki w Gdańsku, rozebrany w XV wieku przez mieszczan, którego wygląd nie jest znany. Informacja ta jest często podawana aż do czasów dzisiejszych. Obecnie taka hipoteza jest uważana za nieprawdopodobną z dwóch powodów. Po pierwsze, budynki na obrazie ku którym kieruje się okręt są alegorią zbawienia, jest więc wątpliwe, żeby przedstawiały zamek krzyżacki, rozebrany kilkadziesiąt lat przed namalowaniem obrazu przez samych gdańszczan. Po drugie, przedstawione na obrazie zabudowania nie przypominają zamku, a można się w nich dopatrzeć zniekształconej panoramy Głównego Miasta w Gdańsku.